# (38558) 1999 VM114
1999 VM114 (asteroide 38558) é um asteroide da cintura principal. Possui uma excentricidade de 0.12193370 e uma inclinação de 14.02284º.
Este asteroide foi descoberto no dia 9 de novembro de 1999 por CSS em Catalina.